# L'Abadia (Falset)
L'Abadia és una obra de Falset (Priorat) protegida com a Bé Cultural d'Interès Local.

## Descripció
Edifici de maçoneria de planta rectangular, bastit de maçoneria revestida de carreu a la planta baixa i arrebossada i pintada a la resta, de planta baixa, dos pisos i golfes, i cobert per teulada a dues vessants. A la façana s'obren dues portes i una finestra a la planta baixa, la principal amb la data a la clau, quatre balcons al primer pis i quatre més al segon, amb dues finestres ovalades a les golfes. Interiorment presenta una àmplia escala, coberta per una llumenera hexagonal irregular, que facilita l'accés als pisos, independents entre si.